# قائمة الأفلام المصرية سنة 2015
هذه قائمة بالأفلام المصرية لعام 2015 مرتبة أبجديا

## 2015
| الرقم | اسم الفيلم      | تأليف وإخراج                                         | بطولة                                                                   | إنتاج                                            | صناع آخرون                                                                                 | ملصق الفيلم |
| ----- | --------------- | ---------------------------------------------------- | ----------------------------------------------------------------------- | ------------------------------------------------ | ------------------------------------------------------------------------------------------ | ----------- |
| 1     | أسوار القمر     | تأليف محمد حفظي بمشاركة تامر حبيب إخراج طارق العريان | منى زكي آسر ياسين عمرو سعد                                              | منتج وليد صبري منتج فني عاغدل عبد الله           | م . تصوير نزار شاكر أحمد المرسي موسيقى هشام نزيه                                           |             |
| 2     | الثمن           | تأليف أمل عفيفي إخراج هشام عيسوي                     | عمرو يوسف صبا مبارك صلاح عبد الله                                       |                                                  |                                                                                            |             |
| 3     | الجيل الرابع    | تأليف محمد حماد إخراج أحمد نادر جلال                 | أحمد مالك أحمد رزق طلعت زكريا                                           |                                                  |                                                                                            |             |
| 4     | الخلبوص         | تأليف محمد سمير مبروك إخراج إسماعيل فاروق            | محمد رجب إيمان العاصي سامية الطرابلسي إيناس كامل رانيا الملاح سناء فؤاد |                                                  | - محمد الطحاوي                                                                             |             |
| 5     | اهواك           | تأليف وإخراج محمد سامي                               | تامر حسني غادة عادل إنتصار محمود حميدة أمل رزق أحمد مالك                |                                                  |                                                                                            |             |
|       | برد الشتا       | تأليف وإخراج بيتر ميمي                               | رامز أمير يوسف شعبان راندا البحيري نضال نجم ضياء الميرغني ممدوح مداح    | منتج محمد الكومي منتج فني عوض ماهر               | م . مخرج إسلام رسمي أشعار خالد الشيباني ألحان حسن دنيا مديح محسن غناء بهاء الحسن أحمد شوقي |             |
|       | تسعة            | تأليف أحمد صبحي إيهاب راضي إخراج إيهاب راضي          | مجدي رشوان حسن عيد إبراهيم السمان عابد عناني مها نصار                   | محمد راضي إيهاب راضي                             |                                                                                            |             |
|       | حارة مزنوقة     | تأليف مصطفى حمدي إخراج بيتر ميمي                     | أحمد فتحي خالد حمزاوي علا غانم أيمن منصور سعيد طرابيك هناء الشوربجي     | منتج محمد هشام عامر عماد فاروق منتج فني عوض ماهر | مخرج منفذ محمد بدير أشعار خالد الشيباني ألحان حسن دنيا غناء نادر أبو الليف                 |             |
| 6     | حياتى مبهدلة    | تأليف سامح سر الختم إخراج شادي علي                   | محمد سعد حسن حسني نيكول سابا                                            |                                                  |                                                                                            |             |
| 7     | خطة بديلة       | تأليف محمد علام إخراج احمد عبد الباسط                | خالد النبوي تيم حسن عزت أبو عوف                                         |                                                  |                                                                                            |             |
| 8     | ريجاتا          | تأليف وإخراج محمد سامي                               | عمرو سعد رانيا يوسف أحمد مالك إلهام شاهين محمود حميدة                   |                                                  |                                                                                            |             |
| 9     | زنقة ستات       | تأليف هشام ماجد - كريم فهمي إخراج خالد الحلفاوي      | حسن الرداد إيمي سمير غانم أيتن عامر مي سليم نسرين أمين                  |                                                  |                                                                                            |             |
| 10    | سكر مر          | تأليف محمد عبدالمعطي إخراج هاني خليفة                | أحمد الفيشاوي هيثم أحمد زكي أيتن عامر شيري عادل                         |                                                  | محمد أبو جريو                                                                              |             |
| 11    | شد أجزاء        | تأليف محمد سليمان عبد الملك إخراج حسين المنباوي      | محمد رمضان دنيا سمير غانم                                               |                                                  |                                                                                            |             |
| 12    | فزاع            | تأليف هشام إسماعيل إخراج ياسر زايد                   | هشام إسماعيل سهر الصايغ فرح يوسف عمرو رمزي                              |                                                  |                                                                                            |             |
| 13    | قبل زحمة الصيف  | تأليف غادة شهبندر إخراج محمد خان                     | هنا شيحة ماجد الكدواني أحمد داود                                        |                                                  |                                                                                            |             |
| 14    | كابتن مصر       | تأليف عمر طاهر إخراج معتز التوني                     | محمد إمام حسن حسني إدوارد علي ربيع                                      |                                                  |                                                                                            |             |
| 15    | نوارة           | تأليف وإخراج هالة خليل                               | منة شلبي محمود حميدة أمير صلاح شيرين رضا أحمد راتب                      |                                                  |                                                                                            |             |
| 16    | نوم التلات      | تأليف فادي أبو السعود إخراج إيهاب لمعي               | هاني رمزي حسن حسني إيمان العاصي                                         |                                                  |                                                                                            |             |
| 17    | ولاد رزق        | تأليف صلاح الجهيني إخراج طارق العريان                | أحمد عز عمرو يوسف أحمد الفيشاوي أحمد داود                               |                                                  |                                                                                            |             |
| 18    | يوم مالوش لازمة | تأليف عمر طاهر إخراج أحمد الجندي                     | محمد هنيدي روبي                                                         |                                                  |                                                                                            |             |

## روابط خارجية
أفلام اون لاين
1. ↑  فيلم - حارة مزنوقة - 2015 طاقم العمل، فيديو، الإعلان، صور، النقد الفني، مواعيد العرض، مؤرشف من الأصل في 2019-06-22، اطلع عليه بتاريخ 2019-04-12